# Аварія на Уртабулакському газовому родовищі
Аварія на Уртабулакському газовому родовищі —  аварія пов'язана з проривом зі свердловини газу під великим тиском і горінням газового факелу на Уртабулакському газовому родовищі.
Тривала більше двох років. Для гасіння було успішно використано термоядерний вибух.

## Загальна характеристика
У ході боротьби з газовим фонтаном застосовувалися артилерійський обстріл (для знищення превенторів, що вийшли з ладу) і охолодження гирла свердловини водяною завісою. У січні 1964 року вдалося розчистити гирло і встановити відвідну арматуру для частини газу, що виходить, за допомогою якої планувалося опустити в свердловину бурильні труби. Однак справа ускладнилася проникненням газу під високим тиском із стовбура аварійної свердловини в проникні породи, що призвело до появи газових грифонів, що загрожували отруєнням значної території. Встановлену арматуру довелося знищити. Надалі для боротьби з викидом газу було здійснено закачування в газоносний пласт води та буріння обхідних свердловин, але до успіху це не призвело.
Через високу температуру до газового смолоскипа було неможливо підійти ближче, ніж на 250—300 метрів. Місцевість навколо була вкрита кіптявою, на околицях свердловини змінилася поведінка тварин. Для захисту від спеки навколо смолоскипа взимку за допомогою бульдозерів був насипаний піщаний бруствер.

## Ядерний вибух
Навесні 1966 року для перекриття свердловини було запропоновано метод підземного підриву термоядерного заряду .
За підрив заряду відповідала спеціально створена комісія під керівництвом Є. П. Славського. Рішення про дату підриву було затверджено на засіданні Політбюро ЦК КПРС, яке очолював особисто Л. І. Брежнєв.
Для закладки заряду було пробурено похилу штольню, в якій заряд був поміщений на глибині 1500 метрів під поверхнею землі. У цій точці була досить висока температура, тому заряд, що опущений в точку підриву, довелося додатково охолоджувати.
Підрив ядерного заряду було зроблено вранці 30 вересня 1966 року . Результату було повністю досягнуто: газова свердловина перетиснута зрушеними шарами породи, фонтан полум'я згас через 22-23 секунди після підриву.

## Подальші вибухи
Позитивний результат дозволив говорити про перспективність використання даного виду зарядів для гасіння газових факелів. Ядерні заряди використовувалися для боротьби з газовими фонтанами ще тричі:
- «Памук», Кашкадар'їнська область (21 травня 1968);
- «Кратер», Марийська область (11 квітня 1972);
- «Факел», Харківська область (9 липня 1972, мета не досягнута).

## Інтернет-ресурси
- ПОЖАР ДЛИВШИЙСЯ 1074 ДНЯ ПОТУШИЛИ ЯДЕРНЫМ ВЗРЫВОМ. НЕВЕРОЯТНЫЕ ПРОЕКТЫ СССР